# Leštakovec
Leštakovec falu Horvátországban, Varasd megyében. Közigazgatásilag Jalžabethez tartozik.

## Fekvése
Varasdtól 11 km-re délkeletre, községközpontjától 2 km-re nyugatra a Drávamenti-síkság szélén, a Varasdot Ludbreggel összekötő főút mellett fekszik.

## Története
Lesták István de Lestakowcz a Varasd megyei nemesek bírája volt, pecsétje 1507-ből a horvát állami levéltárban található (Horváth Siebmacher, p. 73.; Turul XXI. évfolyam (1903) p. 122.).
1857-ben 250, 1910-ben 341 lakosa volt. 
1920-ig  Varasd vármegye Varasdi járásához tartozott, majd a Szerb-Horvát Királyság része lett. 2001-ben a falunak 81 háza és 276 lakosa volt.

## Nevezetességei
Kora vaskori település lelőhelye a Zgoreti bregen.

## Külső hivatkozások
- A község hivatalos oldala